# NGC 12
NGC 12 là một thiên hà xoắn ốc trong chòm sao Song Ngư.  Nó được phát hiện bởi William Herschel vào ngày 6 tháng 12 năm 1790.